# Super Bowl XV
Super Bowl XV was de 15e editie van de Super Bowl, de American Football-finale tussen de kampioenen van de National Football Conference en de American Football Conference van 1980. De Super Bowl werd op 25 januari 1981 gehouden in de Louisiana Superdome in New Orleans. De Oakland Raiders wonnen de wedstrijd met 27–10 tegen de Philadelphia Eagles en werden zo de kampioen van de National Football League.

## Play-offs
Play-offs gespeeld na het reguliere seizoen.
| Geplaatste teams | Geplaatste teams                    | Geplaatste teams                    | Geplaatste teams                     | Geplaatste teams                     |
| Plaats           | AFC                                 | AFC                                 | NFC                                  | NFC                                  |
| ---------------- | ----------------------------------- | ----------------------------------- | ------------------------------------ | ------------------------------------ |
| 1                | San Diego Chargers (West-winnaar)   | San Diego Chargers (West-winnaar)   | Atlanta Falcons (West-winnaar)       | Atlanta Falcons (West-winnaar)       |
| 2                | Cleveland Browns (Centraal-winnaar) | Cleveland Browns (Centraal-winnaar) | Philadelphia Eagles (Oost-winnaar)   | Philadelphia Eagles (Oost-winnaar)   |
| 3                | Buffalo Bills (Oost-winnaar)        | Buffalo Bills (Oost-winnaar)        | Minnesota Vikings (Centraal-winnaar) | Minnesota Vikings (Centraal-winnaar) |
|                  | AFC Wild Card Game                  | AFC Wild Card Game                  | NFC Wild Card Game                   | NFC Wild Card Game                   |
| 4                | Oakland Raiders                     | 27                                  | Dallas Cowboys                       | 34                                   |
| 5                | Houston Oilers                      | 7                                   | Los Angeles Rams                     | 17                                   |

|  | Divisional Play-offs          | Divisional Play-offs         |                              |    | NFC & AFC Championships | NFC & AFC Championships |  |  | Super Bowl XV | Super Bowl XV |
|  |                               |                              |                              |    |                         |                         |  |  |               |               |
|  |                               |                              |                              |    |                         |                         |  |  |               |               |
|  | Veterans Stadium, 3 jan.      |                              |                              |    |                         |                         |  |  |               |               |
|  |                               |                              |                              |    |                         |                         |  |  |               |               |
|  | Philadelphia Eagles           | 31                           |                              |    |                         |                         |  |  |               |               |
|  | Philadelphia Eagles           | 31                           | Veterans Stadium, 11 jan.    |    |                         |                         |  |  |               |               |
|  | Minnesota Vikings             | 16                           |                              |    |                         |                         |  |  |               |               |
|  | Minnesota Vikings             | 16                           | Philadelphia Eagles          | 20 |                         |                         |  |  |               |               |
|  | Fulton County Stadium, 4 jan. |                              | Philadelphia Eagles          | 20 |                         |                         |  |  |               |               |
|  |                               | Dallas Cowboys               | 7                            |    |                         |                         |  |  |               |               |
|  | Atlanta Falcons               | Dallas Cowboys               | 7                            | 27 |                         |                         |  |  |               |               |
|  | Atlanta Falcons               |                              | Louisiana Superdome, 25 jan. | 27 |                         |                         |  |  |               |               |
|  | Dallas Cowboys                | 30                           |                              |    |                         |                         |  |  |               |               |
|  | Dallas Cowboys                | 30                           | Philadelphia Eagles          | 10 |                         |                         |  |  |               |               |
|  | Jack Murphy Stadium, 3 jan.   |                              | Philadelphia Eagles          | 10 |                         |                         |  |  |               |               |
|  |                               | Oakland Raiders              | 27                           |    |                         |                         |  |  |               |               |
|  | San Diego Chargers            | Oakland Raiders              | 27                           | 20 |                         |                         |  |  |               |               |
|  | San Diego Chargers            | Jack Murphy Stadium, 11 jan. |                              | 20 |                         |                         |  |  |               |               |
|  | Buffalo Bills                 | 14                           |                              |    |                         |                         |  |  |               |               |
|  | Buffalo Bills                 | 14                           | San Diego Chargers           | 27 |                         |                         |  |  |               |               |
|  | Cleveland Stadium, 4 jan.     |                              | San Diego Chargers           | 27 |                         |                         |  |  |               |               |
|  |                               | Oakland Raiders              | 34                           |    |                         |                         |  |  |               |               |
|  | Cleveland Browns              | Oakland Raiders              | 34                           | 12 |                         |                         |  |  |               |               |
|  | Cleveland Browns              |                              |                              | 12 |                         |                         |  |  |               |               |
|  | Oakland Raiders               | 14                           |                              |    |                         |                         |  |  |               |               |
|  | Oakland Raiders               | 14                           |                              |    |                         |                         |  |  |               |               |